# Xavi Andorrà
Xavier Andorrà Julià (Andorra la Vieja, 7 de junio de 1985) es un futbolista andorrano. Juega de centrocampista y su último equipo fue el FS La Massana de la Segunda División de Andorra.

## Trayectoria
Debutó en las categorías regionales del fútbol catalán en el FC Andorra en la campaña 2004-2005. Tras dos temporadas pasó a formar parte de la plantilla del CD Benicarló y en el verano de 2007 fue fichado por el Gimnástico de Alcázar. Al término de la campaña, fue traspasado al CD Binéfar.
Sin embargo, por problemas de desplazamientos a la localidad oscense retornó a su país para integrar diferentes clubes con sede en el Principado.

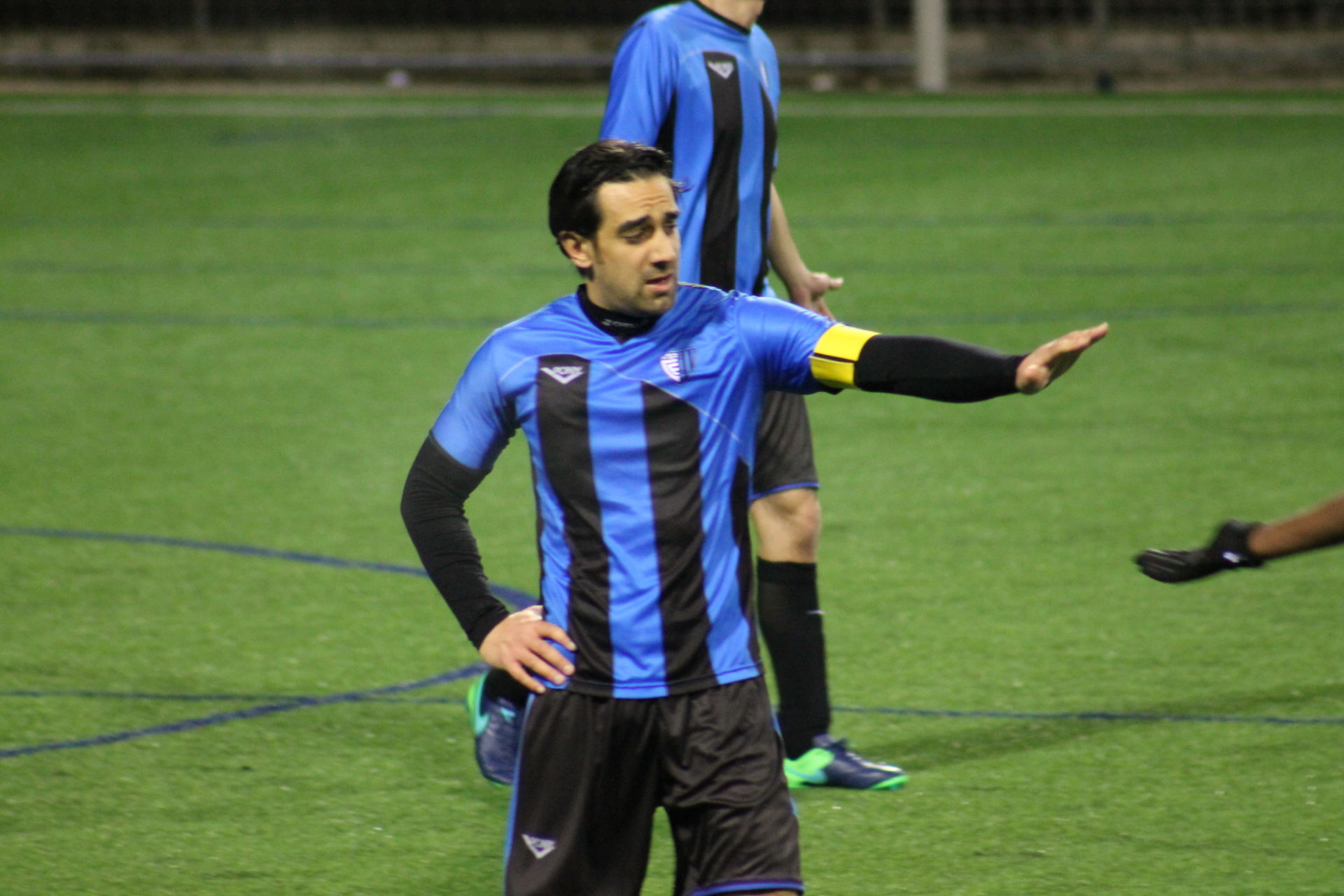
Xavi Andorrà durante el partido Ranger's-Inter d'Escaldes de la Lliga Biosphere 2016-17

## Selección nacional
Ha sido internacional con la Selección de fútbol de Andorra en 26 oportunidades. Su debut fue el 4 de junio de 2005 ante República Checa en la ciudad de Liberec, cuando ingresó en el minuto 68 durante un partido válido por las clasificatorias rumbo al Mundial de Alemania 2006. El encuentro acabó con un 1-8 en contra de la Tricolor, en lo que hasta ahora es la derrota más abultada de su historia.

## Clubes
| Club                        | País    | Año       |
| --------------------------- | ------- | --------- |
| FC Andorra                  | España  | 2004-2006 |
| CD Benicarló                | España  | 2006-2007 |
| CF Gimnástico de Alcázar    | España  | 2007-2008 |
| CD Binéfar                  | España  | 2008      |
| FC Santa Coloma             | Andorra | 2009      |
| FC Andorra                  | España  | 2009-2011 |
| Unió Esportiva Sant Julià   | Andorra | 2011-2012 |
| Unió Esportiva Santa Coloma | Andorra | 2012-2013 |
| FC Lusitanos                | Andorra | 2013-2014 |
| Inter Club d'Escaldes       | Andorra | 2015-2019 |
| FC Andorra B                | Andorra | 2019-2021 |
| Penya Encarnada             | Andorra | 2021-2022 |
| FC Pas                      | Andorra | 2022-2023 |
| FS La Massana               | Andorra | 2023-2024 |